# Knowing Me, Knowing You
A Knowing Me, Knowing You című dal a svéd ABBA 1977. február 14-én megjelent kislemeze az Arrival című albumról. A dalt Benny Andersson és Björn Ulvaeus, valamint Stig Anderson írták. A dalt Anni-Frid Lyngstad énekelte. A dal eredeti címe "Ring It In" And "Number 1, Number 1". volt. A dal a Gold: Greatest Hits című albumon is helyet kapott.

## A dal története
A Knowing Me, Knowing You című dalt 1976-ban rögzítették a Stockholmi Metronome Stúdióban. A dal 1977 februárjában jelent meg, és a csapat egyik legsikeresebb dalává vált. A kislemez B oldalán a Happy Hawaii kapott helyet. Ez volt az első dal, mely a tagok közötti kapcsolat megromlásával foglalkozott, mely végül a tagok válásával is végződött. Ehhez a történethez több dal is született a tagok válását követően, úgy mint a The Winner Takes It All, One of Us, When All Is Said and Done. Benny Andersson 2004-ben úgy nyilatkozott a dalról, hogy az egyik legjobb ABBA dal a Dancing Queen és  a The Winner Takes It All című dalok mellett. A dal spanyol változata a Conociéndome, Conociéndote az 1993-ban megjelent Oro: Grandes Éxitos című spanyol válogatás albumon hallható.

## Videóklip
A videóklipben a zenekart különböző színű hátterek előtt mutatja, ahogy egymással szemben énekelnek, úgy hogy a fejük el van fordítva, így az egyszerre éneklő tagok fél arca látszik. A videó végén Agnetha és Anni-Frid vastag hóban láthatóak. A dalt a későbbi Oscar-díjas Lasse Hallström rendezte, míg több másik ABBA dal klipjét is.

## Fogadtatások
A dal az ABBA egyik legsikeresebb kislemezének bizonyult. A dal Nyugat-Németországban, az Egyesült Királyságban, Írországban, Mexikóban és Dél-Afrikában 1 helyezett volt, míg Ausztriában, Belgiumban, Hollandiában és Svájcban a Top 3-ban volt benne. Ausztráliában, Kanadában, Franciaországban, Új-Zélandon és Norvégiában Top 10-es sláger volt. Az Egyesült Államokban a hatodik Top 20-as sláger volt. A Hot 100-as listán a 14. míg a Billboard AC listán 7. helyen végzett.
Az Egyesült Királyságban a Knowing Me, Knowing You volt 1977-ben a legnagyobb kislemez. Emellett három dal volt No1. sláger, úgy mint a The Name Of The Game és a Take a Chance On Me.

## Megjelenések
7"  Németország  Polydor – 2001 703
- A	Knowing Me, Knowing You	4:02
- B	Happy Hawaii (Early Version Of "Why Did It Have To Be Me") 4:22

## Slágerlista
| Slágerlista(1977)                                      | Legnagyobb helyezés |
| ------------------------------------------------------ | ------------------- |
| Ausztrália Australian Singles Chart                    | 9                   |
| Ausztria Austrian Singles Chart                        | 2                   |
| Belgium Belgian Singles Chart                          | 2                   |
| Kanada Canadian Top Singles                            | 5                   |
| Kanada Canadian Adult Contemporary                     | 6                   |
| Hollandia Dutch Singles Chart                          | 3                   |
| Európa Eurochart Hot 100 Singles                       | 1                   |
| Finnország Finnish Singles Chart                       | 16                  |
| Franciaország French Singles Chart                     | 9                   |
| Németország German Singles Chart                       | 1                   |
| Írország Ír slágerlista                                | 1                   |
| Mexikó Mexican Singles Chart                           | 1                   |
| Új-Zéland New Zealand Singles Chart                    | 8                   |
| Nrvégia Norwegian Singles Chart                        | 6                   |
| Spanyolország Spanish Singles Chart                    | 17                  |
| Svájc Swiss Singles Chart                              | 3                   |
| Egyesült Királyság Brit kislemezlista                  | 1                   |
| Amerikai Egyesült Államok Billboard Adult Contemporary | 7                   |
| Amerikai Egyesült Államok Billboard Hot 100            | 14                  |
| Amerikai Egyesült ÁllamokCashbox Top 100 Singles       | 11                  |

| Slágerlista(1977)                                        | Rang |
| -------------------------------------------------------- | ---- |
| Ausztrália                                               | 88   |
| Kanada                                                   | 61   |
| Svájc                                                    | 9    |
| Egyesült Királyság                                       | 6    |
| Amerikai Egyesült Államok Billboard Hot 100              | 97   |
| Amerikai Egyesült Államok Adult Contemporary (Billboard) | 37   |

## Feldolgozások
- Egy 1977-es feldolgozás került fel a Top Of The Poppers nevű 2002-ben kiadott The Best Of Top Of The Pops '77 című válogatáslemezre.[16]
- A Paraguay-i Perla spanyol változata az 1977-es Relaciones Internacionales című albumán található.
- A csehszlovák Věra Špinarová saját változatát készítette el Slunečné pobřeží[17] címmel 1977-ben.
- A francia Franck Pourcel instrumentális változata hallható 1978-as Pourcel Meets Abba című albumán.[18]
- A brit Cilla Black cover változata 1980-as Especially For You[19] című albumán hallható.
- A svéd pop-csapat A-Teens The ABBA Generation című japánban kiadott debütáló albumának bónusz dalaként szerepel.[20]
- A dán Sanne Salomonsen 1992-es svéd emlékalbumán az ABBA – The Tribute címűn szerepel a dal, melyet az ABBA kiadója a Polar Music jelentetett meg.
- Az amerikai Wondermints zenekar cover változata 1996-os Wonderful World Of The Wondermints albumán szerepel.
- Marshall Crenshaw élő változata megtalálható 1994-es Live – My Truck Is My Home című albumán.
- Evan Dando a The Lemonheads énekesének akusztikus változata szerepel az 1999-es ABBA: A Tribute – The 25th Anniversary Celebration című válogatás albumán.[21]
- A Right Said Fred cover változata a német ABBA Mania című albumon szerepel.[22]
- A svéd zenész Nils Landgren a dal cover változata 2004-es Funky ABBA[23] című albumán szerepel.
- A svéd Heavy Metal csapat Tad Morose a saját változatát az ABBAMetal című válogatás albumra készítette el. Az album megjelent A Tribute To ABBA címen is.
- A Royal Pfilharmónikusok saját instrumentális változatát készítették el.
- Richard Clayderman saját instrumentális változatát készítette el az 1993-as The ABBA Collection című albumára.[24]
- 2016-ban a The Mission gitárosa Mark Thwaite megjelentette cover változatát, melyben Ville Valo a HIM énekese is közreműködött. A dal a Volumes című albumán is megtalálható.[25]